# Leioproctus pallidicinctus
Leioproctus pallidicinctus är en biart som först beskrevs av Rayment 1953.  Leioproctus pallidicinctus ingår i släktet Leioproctus och familjen korttungebin. Inga underarter finns listade i Catalogue of Life.